# Forêt dans la Mayenne
La surface totale boisée de la Mayenne est de 40 000 ha représentant 8 % du territoire. Comparativement au taux de boisement national qui est de 27,1 %, le département de la Mayenne a un taux de boisement très faible d’environ 6,8 %. Celui de l'ensemble de la région Pays de la Loire s'établit à 9,8 %, cela reste également très faible. Elle offrent parmi les essences principales qui les peuplent, le hêtre, le chêne, le bouleau, l'aulne et le châtaignier. Ainsi qu’une faune sauvage discrète mais abondante, tel que la loutre d’aron, les sangliers, les cerfs et encore bien d’autres…
Les forêts du département sont :
- à l'est de la rivière de la Mayenne
  - les forêts de Monaye, de Pail, de Multonne, de Charnie, de Sillé, et de Bellebranche
- à l'ouest
  - les forêts de Mayenne, de Chailland, de Concise (privée), de Craon, et de Valles.

Le département possède en outre des bois d'une certaine étendue, tels que les bois de Bourgon, d'Hermet, de la Charnie, de Misedon, de Blandouet, et celui de Bergault. Ces bois et forêts couvraient au XIXe siècle la vingtième partie du département et produisaient près d'un million de francs, soit environ 34 francs par ha.
Les forêts mayennaises sont très fragmentées ; cependant on dénombre pas moins de 158 forêts de plus de 25 ha, que l’on retrouve principalement au nord du département, cela représente environ 22 700 ha sur les 40 000 ha boisés. Les propriétaires de plus de 25 ha de bois et forêts sont obligés d’établir un Plan simple de gestion accepté par le CRPF (Centre Régional de la Propriété Forestière) ce qui permet d’assurer la qualité de la gestion forestière, une valorisation des bois d’œuvre et un respect de l'environnement et de la biodiversité. Ainsi 144 forêts sont dotées d'un Plan simple de gestion.
Les forêts mayennaises font partie intégrante des forêts des Pays de la Loire qui représentent un pilier économique majeur grâce à la filière bois. Malgré la baisse de l'activité du sciage, la construction en bois est en pleine augmentation, tout comme la demande en bois énergie. Avec plus de 7 000 établissements et près de 32 000 salariés, cette filière est un moteur d'emploi crucial dans la région. Cependant, la balance commerciale française reste déficitaire dans le secteur du bois, représentant un défi malgré la richesse forestière de la région.